# Little Venice

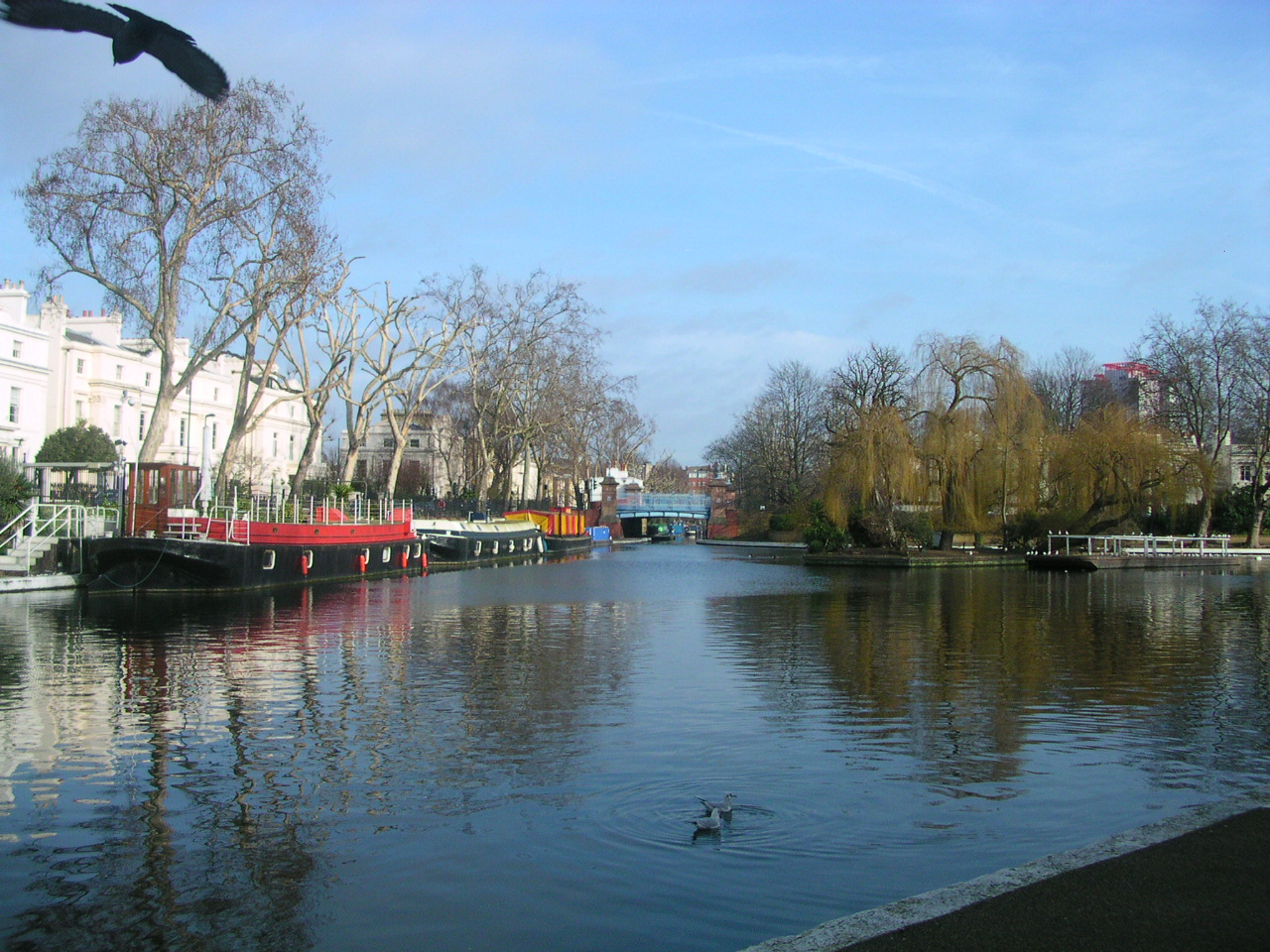
The canal junction at Little Venice

Little Venice és un barri del districte de Ciutat de Westminster de Londres, Anglaterra (Regne Unit). Concretament part del sud de l'àrea de Maida Vale al voltant del canal de Paddington.
El nom es creu que ha estat encunyat pel poeta Robert Browning. que va viure aquí des de 1862 fins a 1887. Pool Browning porta el nom del poeta, i és l'encreuament de Regent's Canal i el braç de Paddington del Grand Union Canal.
És una de les principals zones residencials de Londres, i és també conegut per les seves botigues i restaurants, així com Canal Cafe Theatre, the Puppet Theatre Barge, the Cascade Floating Art Gallery, the Waterside Café i el pub the Warwick Castle. Un servei regular d'autobús aquàtic opera cap a l'est al voltant de Regent's Park, que fa escala al zoològic de Londres i en direcció a Camden Town.

## Little Venice Menorca
Al Port de Maó, també hi ha una petita zona anomenada com "Little Venice" i pertany ni més ni menys que al director de la discogràfica de la Virgin, i es tracta d'una petita casa d'estil venecià que simula estar entre canals.